# Придворица (Бојник)
Придворица је насеље у Србији у општини Бојник у Јабланичком округу. Према попису из 2022. било је 771 становника (према попису из 2002. било је 951 становника).
Овде се налази Црква Св. Архангела Гаврила у Придворици.

## Демографија
У насељу Придворица живи 759 пунолетних становника, а просечна старост становништва износи 40,5 година (39,8 код мушкараца и 41,2 код жена). У насељу има 266 домаћинстава, а просечан број чланова по домаћинству је 3,58.
Ово насеље је великим делом насељено Србима (према попису из 2002. године).
|  |

| Демографија | Демографија | Демографија |
| Година      | Становника  | Становника  |
| ----------- | ----------- | ----------- |
| 1948.       | 854         |             |
| 1953.       | 910         |             |
| 1961.       | 939         |             |
| 1971.       | 982         |             |
| 1981.       | 942         |             |
| 1991.       | 956         | 944         |
| 2002.       | 951         | 962         |
| 2011.       | 876         |             |

| Етнички састав према попису из 2002.‍ | Етнички састав према попису из 2002.‍ | Етнички састав према попису из 2002.‍ | Етнички састав према попису из 2002.‍ | Етнички састав према попису из 2002.‍ |
| ------------------------------------ | ------------------------------------ | ------------------------------------ | ------------------------------------ | ------------------------------------ |
|                                      |                                      |                                      |                                      |                                      |
| Срби                                 | Срби                                 |                                      | 919                                  | 96,63%                               |
| Роми                                 | Роми                                 |                                      | 30                                   | 3,15%                                |
| Македонци                            | Македонци                            |                                      | 1                                    | 0,10%                                |
| непознато                            | непознато                            |                                      | 0                                    | 0,0%                                 |

| Година пописа     | 1948. | 1953. | 1961. | 1971. | 1981. | 1991. | 2002. |
| ----------------- | ----- | ----- | ----- | ----- | ----- | ----- | ----- |
| Број домаћинстава | 120   | 145   | 183   | 224   | 238   | 257   | 266   |

| Број чланова      | 1  | 2  | 3  | 4  | 5  | 6  | 7  | 8 | 9 | 10 и више | Просек |
| ----------------- | -- | -- | -- | -- | -- | -- | -- | - | - | --------- | ------ |
| Број домаћинстава | 28 | 72 | 30 | 55 | 32 | 34 | 15 | 0 | 0 | 0         | 3,58   |

| Пол    | Укупно | Неожењен/Неудата | Ожењен/Удата | Удовац/Удовица | Разведен/Разведена | Непознато |
| ------ | ------ | ---------------- | ------------ | -------------- | ------------------ | --------- |
| Мушки  | 401    | 71               | 286          | 35             | 9                  | 0         |
| Женски | 379    | 28               | 286          | 56             | 8                  | 1         |
| УКУПНО | 780    | 99               | 572          | 91             | 17                 | 1         |

| Пол    | Укупно                    | Пољопривреда, лов и шумарство | Рибарство                            | Вађење руде и камена | Прерађивачка индустрија       |
| ------ | ------------------------- | ----------------------------- | ------------------------------------ | -------------------- | ----------------------------- |
| Мушки  | 240                       | 112                           | 0                                    | 0                    | 56                            |
| Женски | 157                       | 122                           | 0                                    | 0                    | 11                            |
| УКУПНО | 397                       | 234                           | 0                                    | 0                    | 67                            |
| Пол    | Производња и снабдевање   | Грађевинарство                | Трговина                             | Хотели и ресторани   | Саобраћај, складиштење и везе |
| Мушки  | 2                         | 24                            | 11                                   | 1                    | 2                             |
| Женски | 0                         | 5                             | 5                                    | 1                    | 0                             |
| УКУПНО | 2                         | 29                            | 16                                   | 2                    | 2                             |
| Пол    | Финансијско посредовање   | Некретнине                    | Државна управа и одбрана             | Образовање           | Здравствени и социјални рад   |
| Мушки  | 0                         | 0                             | 17                                   | 4                    | 4                             |
| Женски | 1                         | 2                             | 2                                    | 3                    | 3                             |
| УКУПНО | 1                         | 2                             | 19                                   | 7                    | 7                             |
| Пол    | Остале услужне активности | Приватна домаћинства          | Екстериторијалне организације и тела | Непознато            | Непознато                     |
| Мушки  | 4                         | 0                             | 0                                    | 3                    | 3                             |
| Женски | 0                         | 0                             | 0                                    | 2                    | 2                             |
| УКУПНО | 4                         | 0                             | 0                                    | 5                    | 5                             |